# Tour Eqho
De Tour Eqho, voorheen Tour Descartes (1988-2011), is een kantoorgebouw en wolkenkrabber in Courbevoie, La Défense; het zakendistrict van de agglomeratie Parijs.
Gebouwd in 1988, met een hoogte van 131 m, heeft de Tour Eqho de vorm van een parallellepipedum in het midden waarvan een halve cilinder zou zijn geëxtrudeerd. Het heeft geen ramen in de hoeken van de gevels, vanwege de aanwezigheid van steunpilaren op deze plaatsen. Deze pijlers stoppen een paar verdiepingen onder de bovenkant van de geëxtrudeerde halve cilinder.